# Jairo Thomas
Jairo Samuel Thomas Enriquez (Oruro, 31 de marzo de 2000) es un futbolista boliviano. Juega como centrocampista en Totora Real Oruro de la Primera División de Bolivia.

## Trayectoria
Formado en las categorías inferiores de San José hasta 2018, hizo su debut profesional el 10 de marzo de 2019, en una derrota 0-3 frente a Jorge Wilstermann, siendo reemplazado en el segundo tiempo por Yasmani Duk. Aunque posteriormente continuaría su progresión en el equipo filial.
En 2021 su equipo finalizó en la decimosexta posición, por lo que fue descendido, terminando su trayectoria en San José con 47 partidos y 2 goles anotados.
En 2022 fue transferido a Universitario de Sucre. Su debut con el club se produjo el 10 de abril en la victoria por 2:0 sobre Guabirá.

## Clubes
| Club                   | País    | Año           |
| ---------------------- | ------- | ------------- |
| San José               | Bolivia | 2019 - 2021   |
| Universitario (USFX)   | Bolivia | 2022          |
| Oruro Royal Club       | Bolivia | 2023          |
| Empresa Minera Huanuni | Bolivia | 2023          |
| CDT Real Oruro         | Bolivia | 2024-presente |

## Palmarés

### Títulos regionales
| Título      | Club              | Región | Año  |
| ----------- | ----------------- | ------ | ---- |
| Primera "A" | Totora Real Oruro | Oruro  | 2023 |
| Primera "A" | Totora Real Oruro | Oruro  | 2024 |